# Nils-Ingvar Nilsson
Nils-Ingvar Nilsson, född 1942, är en lantbrukare och kommunalpolitiker från Vanstad i Sjöbo kommun. Nilsson var tidigare partiordförande i Sjöbopartiet.